# Choroba Hecka
Choroba Hecka (łac. hyperplasia epithelialis mucosae oris, ang. focal epithelial hyperplasia) – choroba skóry wywoływana przez wirusy HPV 13 i 32, objawiająca się zmianami grudkowymi w obrębie błon śluzowych jamy ustnej. Choroba została opisana w 1965 roku w populacji amerykańskich Indian Navajo Xavante i alaskańskich Eskimosów.

## Epidemiologia
W Europie choroba Hecka występuje rzadko. Endemicznie występuje u Eskimosów, w niektórych krajach Afryki, Ameryki Południowej i Ameryki Północnej.

## Etiopatogeneza
Choroba związana jest z infekcją wirusami HPV 13 i 32. Te typy wirusa są swoiste dla choroby Hecka.

## Objawy i przebieg
Wykwitem pierwotnym są duże, płasko-wyniosłe grudki, niezapalne, w obrębie błon śluzowych policzków, warg i języka. Pacjenci nie zgłaszają objawów podmiotowych. Przebieg choroby jest wieloletni i przewlekły, objawy mogą samoistnie ustąpić.

## Różnicowanie
- Brodawki zwykłe
- Kłykciny kończyste.

## Leczenie
Leczenie polega na chirurgicznym usunięciu zmian.